# Rachid Raha
Rachid Raha (in berbero Racid Raha; Nador, 12 febbraio 1964) è un giornalista, antropologo e attivista berbero con cittadinanza marocchina naturalizzato spagnolo.

## Biografia
Rachid Raha nacque nel 1964 a Nador, nel Rif. In seguito agli studi universitari, prese parte all'attivismo berberista. Presidente della David Montgomery Hart Foundation, fu tra gli anni 1990 e 2000 tra i fondatori del Congresso mondiale amazigh, del quale fu tra i principali coordinatori. All'inizio degli anni 2000 Raha premette per la fondazione di un partito politico berberista, citando l'inefficienza del Congresso mondiale amazigh di individuare obiettivi comuni. Nel 2001 fondò la rivista trilingue Le Monde Amazigh, dedicata alle istanze berbere. Nel marzo 2013 scrisse una lettera a re Muhammad VI, nella quale lamentò il fatto che il riconoscimento ufficiale della lingua berbera non aveva dato i suoi frutti e nella quale mosse critiche al governo.

## Opere
- Marginación y educación: La minoría bereber en Melilla Cuadernos de pedagogía (1999)
- ¿Por qué enseñar el tamazight en España? (1996)
- El "Dahir bereber" contra los bereberes (1993)
- En coordinación con Vicente Moga Romero: Amazigh-Tamazight: debate abierto (1993)
- Imazighen del Magreb entre Occidente y Oriente (1994)
- La mujer tamazight y las fronteras culturales (1998)
- Iles inu (1998)
- Estudios amazighes: substratos y sinergias culturales (2000)
- Iles inu II (2000)
- Marroquies en la Guerra Civil (2003)
- La guerre chimique contre le Rif (2005)